# Inazuma (tàu khu trục Nhật)
Inazuma (tiếng Nhật: 電) là một tàu khu trục hạng nhất của Hải quân Đế quốc Nhật Bản, thuộc lớp Fubuki, (cũng là chiếc cuối cùng của lớp Akatsuki nếu như xem đây là một lớp tàu riêng biệt), được chế tạo trong giai đoạn giữa hai cuộc thế chiến. Khi được đưa vào hoạt động, những con tàu này là những tàu khu trục mạnh mẽ nhất thế giới. Chúng phục vụ như những tàu khu trục hàng đầu trong những năm 1930, và tiếp tục là những vũ khí lợi hại trong cuộc Chiến tranh Thái Bình Dương.

## Thiết kế và chế tạo
Việc chế tạo lớp tàu khu trục Fubuki tiên tiến được chấp thuận vào năm tài chính 1923 như một phần của chương trình có tham vọng cung cấp cho Hải quân Đế quốc Nhật Bản một ưu thế về chất lượng so với những tàu chiến hiện đại nhất của thế giới. Khả năng thể hiện của lớp Fubuki là một bước nhảy vọt so với các thiết kế tàu khu trục trước đó, nên chúng được gọi là các "tàu khu trục đặc biệt" (tiếng Nhật: 特型 - Tokugata). Kích thước lớn, động cơ mạnh mẽ, tốc độ cao, bán kính hoạt động lớn và vũ khí trang bị mạnh chưa từng có khiến cho các tàu khu trục này có được hỏa lực tương đương nhiều tàu tuần dương hạng nhẹ của hải quân các nước khác. Lớp phụ Akatsuki là một phiên bản cải tiến của Fubuki, có dáng vẽ bên ngoài hầu như giống nhau, nhưng tích hợp những thay đổi trong hệ thống động lực.
Inazuma, được chế tạo tại xưởng đóng tàu Fujinagata ở Osaka, là chiếc cuối cùng trong loạt tàu cải tiến Kiểu III dựa trên Fubuki, bao gồm kiểu tháp pháo có thể nâng các khẩu pháo chính 127 mm (5 inch)/50 caliber Kiểu 3 lên một góc 75° so với nguyên thủy 40°, cho phép sử dụng chúng như pháo lưỡng dụng có thể chống lại máy bay. Inazuma được đặt lườn vào ngày 7 tháng 3 năm 1930. Nó được hạ thủy vào ngày 25 tháng 2 năm 1932 và đưa ra hoạt động vào ngày 15 tháng 11 năm 1932.

## Lịch sử hoạt động
Không lâu sau khi hoàn tất, vào ngày 9 tháng 6 năm 1934, Inazuma va chạm với tàu khu trục Miyuki trong khi cơ động ngoài khơi đảo Cheju. Vụ va chạm đã khiến chiếc Miyuki bị chìm, và làm hư hại nặng mũi của Inazuma. Nó được tàu tuần dương Nachi kéo về xưởng hải quân Sasebo để được sửa chữa triệt để.
Sau đó, cùng với các tàu khu trục chị em Akatsuki, Hibiki và Ikazuchi, Inazuma được phân về Hải đội Khu trục 6 thuộc Hạm đội 1 Hải quân Đế quốc Nhật Bản và tham gia các hoạt động trong cuộc Chiến tranh Trung-Nhật. Giống như những chiếc cùng kiểu, nó được cải biến vào giữa những năm 1930 nhằm khắc phục những khiếm khuyết trong thiết kế đồng thời để nâng cao đặc tính chiến đấu.
Vào lúc xảy ra cuộc tấn công Trân Châu Cảng, Inazuma được phân về Hải đội Khu trục 6 của Đội khu trục 1 thuộc Hạm đội 1 Hải quân Đế quốc Nhật Bản, và đã được bố trí từ Quân khu Hải quân Mako để hỗ trợ cho cuộc chiếm đóng Hong Kong. Sau khi trợ giúp cho tàu tuần dương Isuzu trong việc đánh chìm các pháo hạm Anh HMS Cicada và HMS Robin, nó giúp vào việc bảo vệ cảng Hong Kong. Vào đầu năm 1942, Inazuma được bố trí từ Hong Kong đến Davao, hỗ trợ cho các chiến dịch đổ bộ lên Menado ở tại Đông Ấn thuộc Hà Lan. Vào ngày 20 tháng 1, Inazuma va chạm với chiếc tàu vận tải Sendai Maru tại Davao, khiến bị hư hại đáng kể. Nó được sửa chữa tạm thời bởi tàu sửa chữa Akashi trước khi những công việc sửa chữa triệt để được thực hiện tại Mako.
Vào ngày 1 tháng 3, Inazuma đã tham gia trận chiến eo biển Sunda, nơi nó đã giúp vào việc đánh chìm USS Pope, HMS Encounter và HMS Exeter, và đã tham gia vớt 376 người còn sống sót từ chiếc Exeter cùng 151 người khác từ chiếc Pope. Sau khi hỗ trợ cho các hoạt động chiếm đóng tại Philippine trong tháng 3, nó quay trở về xưởng hải quân Yokosuka để sửa chữa trong tháng 4.
Inazuma được bố trí từ Quân khu Bảo vệ Ōminato để hỗ trợ cho Lực lượng Phía Bắc của Đô đốc Boshirō Hosogaya trong Chiến dịch Quần đảo Aleut; nó đã tuần tra tại các vùng biển chung quanh các đảo Kiska và Attu vào tháng 6 và tháng 7 năm 1942, và đã cứu vớt 36 người còn sống sót từ tàu khu trục Nenohi bị trúng ngư lôi. Sau đó nó tiếp tục tuần tra tại các vùng biển phía Bắc chung quanh các quần đảo Kurile và Aleut cho đến cuối tháng 8.
Từ tháng 9 năm 1942, Inazuma được tái bố trí về Quân khu Hải quân Kure, tiến hành các hoạt động huấn luyện tại vùng biển Nội địa cùng với các tàu sân bay mới Junyō và Hiyō. Từ tháng 10, Inazuma hộ tống các tàu sân bay này đi đến Truk, và tuần tra trong khu vực từ Truk đến phía Bắc quần đảo Solomon. Trong các cuộc Hải chiến Guadalcanal thứ nhất và thứ hai từ ngày 12 đến ngày 15 tháng 11, Inazuma cho rằng đã đánh chìm một tàu tuần dương Mỹ (chưa bao giờ được xác nhận), và đã giúp vào việc đánh chìm các tàu khu trục Mỹ USS Benham, USS Walke và USS Preston cùng làm hư hại USS Gwin. Sau trận chiến, Inazuma đặt căn cứ tại Truk, và được sử dụng trong nhiều chuyến đi vận chuyển tốc độ cao "Tốc hành Tokyo" trong suốt khu vực quần đảo Solomon.
Vào giữa tháng 1 năm 1943, Inazuma được gửi quay trở về bảo trì tại Kure, hộ tống tàu sân bay Zuikaku, thiết giáp hạm Mutsu và tàu tuần dương Suzuya. Sau khi việc sửa chữa hoàn tất vào đầu tháng 2, nó được bố trí trở lại Ōminato tiếp tục nhiệm vụ tuần tra các vùng biển phía Bắc, và đã có mặt trong trận chiến quần đảo Komandorski trong tháng 3, mặc dù chỉ làm nhiệm vụ hộ tống các tàu vận tải và ở cách xa trận đánh chính. Từ tháng 4 cho đến cuối năm 1943, Inazuma hộ tống nhiều đoàn tàu vận tải đi lại giữa Yokosuka và Truk. Đến tháng 2 năm 1944, Inazuma được phân về Hạm đội Liên hợp, và từ tháng 3 nó hoạt động chủ yếu trong vai trò hộ tống cho tàu sân bay Chiyoda trong nhiều nhiệm vụ khác nhau tại Palau.
Trong khi hộ tống một đoàn tàu vận tải chở dầu từ Manila hướng đến Balikpapan vào ngày 14 tháng 3 năm 1944, Inazuma trúng phải ngư lôi phóng từ tàu ngầm Mỹ USS Bonefish trong biển Celebes gần Tawitawi. Nó nổ tung và chìm tại tọa độ 5°8′B 119°38′Đ / 5,133°B 119,633°Đ. Chiếc tàu khu trục chị em Hibiki đã vớt được 125 người sống sót, nhưng trong số đó không có vị chỉ huy của Inazuma, Trung tá Hải quân Tokiwa.
Vào ngày 10 tháng 6 năm 1944, Inazuma được cho rút khỏi danh sách Đăng bạ Hải quân.

## Danh sách thuyền trưởng
- Trung tá Shiro Hiratsuka (sĩ quan trang bị trưởng): 1 tháng 3 năm 1932 - 15 tháng 11 năm 1932
- Trung tá Shiro Hiratsuka: 15 tháng 11 năm 1932 - 1 tháng 11 năm 1934
- Thiếu tá Kosaku Aruga: 1 tháng 11 năm 1934 - 15 tháng 10 năm 1935
- Trung tá Shiro Shibuya: 15 tháng 10 năm 1935 - 1 tháng 12 năm 1936
- Thiếu tá Yusuke Yamada: 1 tháng 12 năm 1936 - 1 tháng 12 năm 1937; thăng Trung tá
- Trung tá Yoshito Miyasaka: 1 tháng 12 năm 1937 - 1 tháng 11 năm 1938
- Thiếu tá Bunji Furukawa: 1 tháng 11 năm 1938 - 25 tháng 1 năm 1939; thăng Trung tá 15 tháng 11 năm 1938
- Thiếu tá Motoi Katsumi: 25 tháng 1 năm 1939 - 15 tháng 10 năm 1940
- Thiếu tá Hajime Takeuchi: 15 tháng 10 năm 1940 - 6 tháng 11 năm 1942;  thăng Trung tá 1 tháng 11 năm 1942
- Thiếu tá Masamichi Terauchi: 6 tháng 11 năm 1942 - 20 tháng 11 năm 1943
- Thiếu tá Teizo Tokiwa: 20 tháng 11 năm 1943 - 14 tháng 5 năm 1944; tử trận, được truy thăng Trung tá